# لاری کرمانشاهی
علی لاری کرمانشاهی (۱۳۲۴ در کرمانشاه - ۱۳۸۸ در تهران)، شاعر و نویسندهٔ داستان کوتاه و رمان اهل ایران بود. وی از نویسندگان نسل دههٔ ۴۰ و ۵۰ ایران بوده و آثارش نمونه‌هایی از ادبیات کارگری و نیز ادبیات اقلیمی مناطق کردنشین ایران به‌شمار می‌آیند.

## زندگی
لاری کرمانشاهی در سال ۱۳۲۴ در منطقۀ کلیایی استان کرمانشاه به دنیا آمد. از کودکی ذهنی کنجکاو داشت. وی در دوران نوجوانی با ادبیات آشنا شد و به نوشتن پرداخت. نخستین کتاب لاری «وق‍ت‍ی ک‍ه ش‍ک‍وف‍ه‌ه‍ا م‍ی‌ش‍ک‍ف‍ن‍د و زم‍ان‍ی ک‍ه ب‍رگ‌ه‍ا م‍ی‌ری‍زن‍د» بود که با نام مستعار «شکوفه لاری کرمانشاهی» هنگامی که ۱۶ ساله بود، در سال ۱۳۴۳ به چاپ رسید. لاری پس از انقلاب ۵۷ تنها موفق به چاپ یک کتاب شد و در سال ۱۳۷۰ «برفابه‌های بهاری» را به چاپ سپرد. این اثر به عنوان نشان‌دهندهٔ دوران افول ادبیات اقلیمی فارسی منطقهٔ کرمانشاه شناخته شده ‌است.
وی در تابستان ۱۳۸۸ در تهران بر اثر سکته درگذشت. دستنوشته‌های زیادی از وی به جای مانده که رمان‌های ناتمام وی را شامل می‌شوند. یکی از این رمان‌های ناتمام «تنهایی رئیس‌جمهور» نام دارد که به شرح زندگی قاضی محمد، رئیس‌جمهور جمهوری مهاباد می‌پردازد.
لاری کرمانشاهی علاوه بر آثارخود، در زندگی شخصی خود نیز همواره دوست‌دار و غمخوار کارگران و قشر فرودست جامعه و درصدد ایجاد اشتغال برای آنها بود و به همین دلیل به فعالیت‌های صنعتی و فنی روی آورد؛ با این وجود در سال‌های پایانی زندگی خود دچار ورشکستگی شد و سال‌های سختی را پشت سر گذاشت.

## آثار

### داستان
- لاری ک‍رم‍ان‍ش‍اه‍ی، وق‍ت‍ی ک‍ه ش‍ک‍وف‍ه‌ه‍ا م‍ی‌ش‍ک‍ف‍ن‍د و زم‍ان‍ی ک‍ه ب‍رگ‌ه‍ا م‍ی‌ری‍زن‍د، ت‍ه‍ران: بی‌نا، بی‌تا.
- لاری ک‍رم‍ان‍ش‍اه‍ی، ب‍رف‍اب‍ه‌ه‍ای ب‍ه‍اری، ت‍ه‍ران: ش‍ب‍اه‍ن‍گ، ۱۳۷۰.
- لاری ک‍رم‍ان‍ش‍اه‍ی، ب‍ی‌ب‍ی خ‍ان‍م: داس‍ت‍ان دراز، ت‍ه‍ران: بی‌نا، بی‌تا.
  - لاری ک‍رم‍ان‍ش‍اه‍ی، ص‍ف‍رم‍ح‍م‍دع‍ل‍ی، ب‍ی‌ب‍ی خ‍ان‍م: داس‍ت‍ان دراز، ویراست دوم، ت‍ه‍ران: م‍رج‍ان، ۱۳۴۸.
- لاری ک‍رم‍ان‍ش‍اه‍ی، چشم الفی‌ها، کرمانشاه: سمنگان، ۱۳۴۸.
- لاری ک‍رم‍ان‍ش‍اه‍ی، س‍ال‌ه‍ای از دس‍ت رف‍ت‍ه: م‍ج‍م‍وع‍ۀ ۱۴ داس‍ت‍ان، ت‍ه‍ران: بی‌نا، بی‌تا.
- لاری ک‍رم‍ان‍ش‍اه‍ی، غ‍روب ب‍ی‍ن‍وای‍ان، ت‍ه‍ران: بی‌نا، بی‌تا.
  - لاری ک‍رم‍ان‍ش‍اه‍ی، ص‍ف‍ر م‍ح‍م‍دع‍ل‍ی، غ‍روب ب‍ی‍ن‍وای‍ان، ویراست دوم، ت‍ه‍ران: م‍رج‍ان، ۱۳۴۸.
- لاری ک‍رم‍ان‍ش‍اه‍ی، ف‍ردا ح‍م‍ل‍ه آغ‍از م‍ی‌ش‍ود، ت‍ه‍ران: بی‌نا، بی‌تا.
- لاری ک‍رم‍ان‍ش‍اه‍ی، ص‍ف‍رم‍ح‍م‍دع‍ل‍ی، ک‍ارگ‍ران: داس‍ت‍ان دراز، م‍رج‍ان، ۱۳۴۸.
- لاری ک‍رم‍ان‍ش‍اه‍ی، ک‍وچ ن‍اش‍ک‍ی‍ب: داس‍ت‍ان دراز، ت‍ه‍ران: بی‌نا، بی‌تا.
- لاری ک‍رم‍ان‍ش‍اه‍ی، ک‍وم‍ای‍ن: م‍ج‍م‍وع‍ۀ ده داس‍ت‍ان، ت‍ه‍ران: بی‌نا، بی‌تا.

### شعر
- لاری کرمانشاهی، قلبم را به خاک بسپارید، مجموعه اشعار، بی‌نا، بی‌تا.

### آثار منتشر نشده
- تنهایی رئیس‌جمهور
- فراسوی شب
- هزارپا